# Sundsvallsstrejken
Sundsvallsstrejken var en stor strejk som utbröt 1879 i Sundsvalls sågverksdistrikt. Strejken var en av landets första, och den mest omfattande i Sverige under hela 1800-talet.

## Bakgrund
Sundsvalls stad hade vid strejkens utbrott 9 000 invånare och staden såväl som de närliggande sågverkssamhällena Skön, Alnö och Njurunda landskommuner växte snabbt till följd av trävaruindustrins genombrott. Totalt 23 ångsågar fanns i Sundsvalls sågverksdistrikt. De så kallade träpatronerna hade investerat i moderna effektiva ångsågar som ersatte de gamla vattensågarna, vilket gjorde att produktionen kunde förläggas till kusten istället för uppströms älvar och åar vid fall. Förutom att ångsågarna var effektivare i sig förenklades utskeppning radikalt när de sågade trävarorna kunde lastas direkt på östersjöfartyg. Fattigdomen var emellerid stor bland arbetarna och villkoren hårda. Bostäderna som tillhandahölls av sågverket bestod vanligen av ett enda rum, där förutom en familj även lösa arbetare kunde inhysas.
1879 bröt en stor depression ut. Priserna på trävaror sjönk, vinsterna sjönk och för att motverka detta sänktes arbetarnas löner till omkring en krona om dagen för 12 timmars arbete. När träpatronerna fick stödlån från staten på tre miljoner kronor för att kunna hålla produktionen uppe firade de med en stor fest. Trots detta höjdes inte arbetarnas löner och strejken var därmed ett faktum.

## Händelseutveckling
Den 26 maj började strejken vid Heffners sågverk som ägdes och drevs av Fredrik August Åslund. Den spred sig snabbt. En växande marsch av arbetare gick från sågverk till sågverk i Sundsvallsregionen, och som mest deltog 5 000 arbetare i strejken. Alla Sundsvallsregionens sågverk utom ett drogs med i strejken. De strejkande slog läger vid Norra berget, och sedan utan lov på Skarpskyttebanan, en halvö nära Kubikenborg. Strejken var kännbar ekonomiskt för sågverksägarna, eftersom de måste erlägga väntpengar till de många fartyg som anlänt inför vårskeppningen.
Sågverksägare och landshövdingen kallade in stora militärstyrkor med bland annat ett flertal kanonbåtar och en kulspruta (flerpipig mitraljös). Arbetarna hade god disciplin och höll sig nyktra och hade bönemöten på kvällarna. Efter åtta dagars strejk gav landshövding Curry Treffenberg arbetarna ett ultimatum: återgå till arbetet eller bli vräkta och fängslas enligt lagen om lösdriveri, och hotade att återkomma nästkommande dag med bajonetter. De strejkande skrämdes sålunda till att återuppta arbetet. Landshövdingens och militärens agerande gjorde att konflikten avslutades utan att sågverksägarna behövde förhandla om arbetsvillkoren. Träpatronerna ställde till med ytterligare en fest för att fira segern. De som återstod på Skarpskyttebanan tvingades bort med bajonett. Polis och militär häktade senare arbetare som pekats ut av sågverksägarna för att vara fanbärare eller ha uppmanat andra till strejk. Flera arbetare hindrades från fortsatt arbete i staden, och vräktes med sina familjer från sågverkets bostäder. 
Landshövdingen hade haft stöd av kung Oscar II och förklarade senare sitt agerande med att våld hade begåtts mot arbetare som inte ville delta i strejken, och att han bedömde att en sammandrabbning var trolig mellan de strejkande och de strejkbrytare från Finland och andra platser som var på ingående. Landshövdingen menade att han därför hade kunnat tillämpa upprorslagen, men ansåg sig ha använt "ett mildare behandlingssätt genom att helt lugnt spränga strejken". Landshövdingen förklarade häktningar som lett till frianden med att han varit förd bakom ljuset av några sågverksägare.
Strejken avslutades den 4 juni 1879.

## Efterspel
För flertalet av arbetarna ledde inte strejken till förbättrade villkor. Daglönen i Tunadal höjdes emellertid från 1,25 per dag till 1,50. I Svartvik begränsades arbetet till kl. 18 på lördagar i stället för kl. 20, och äldre strejkande fick ersättning med 1,50 per strejkdag därför att de ansågs tvingade till strejken.
En sammanslutning bildades vid Stockviks sågverk någon tid efter strejken 1879 och som hade till uppgift att samla en strejkkassa för kommande strider. Ansvaret för kassan lades på frikyrkopastorn Isak Boström, som även hade valts till ordförande för den delegation som företrädde arbetarna under förhandlingarna med Treffenberg. Han tillhörde inte själv den gryende arbetarrörelsen, men valdes för att han så tydligt hade förklarat arbetarnas fattigdom för Treffenberg. De flesta föreningsmedlemmarna var enligt Boström medlemmar av baptistförsamlingarna eller waldenströmare – liksom Sundsvallstrejken hade uppburits av frikyrkliga, som hade erfarenhet av föreningsliv. Efter August Palms första besök i distriktet föll strejkkassan fullständigt samman, efter att Palm i ett våldsamt tal och med grovt språkbruk angripit religionen. Följden blev att de troende stockviksarbetarna – bland dem Isak Boström – skrämdes bort från den gryende fackföreningen, som någon tid därefter var ett minne blott.
Vid den strejk som utbröt 10 år senare var arbetarna sålunda ännu inte organiserade. Det var först långt senare när arbetarna var organiserade som förhandlingar om villkoren skedde mellan parterna.

## I kulturen
Efter strejken spreds skillingtrycket "Upprorsfanan i Sundsvall" med hot om revolution och republik.
Vid 100-årsminnet 1979 producerades friluftsteaterföreställningen Spelet om Sundsvallstrejken 1879 på Alnön av ett stort antal amatörskådespelare, både med anknytning till socialdemokratin och kommunister. Textförfattare var Sture Karlsson och regissör Anders Nilsson. 
Samma år utgavs även ett svenskt frimärke, graverat av Martin Mörck i valören 90 öre till minne av Sundsvallsstrejken.
Sundsvallsstrejken skildrades även i Bengt Bratts tv-serie Träpatronerna, som sändes 1984 och 1988.
Även i Vibeke Olssons roman Sågverksungen skildras strejken.
Ett av Albin Amelins mest kända politiska verk är "Sundsvallsstrejken 1879" där en strejkande arbetare går med en röd fana med texten "Frihet och bröd".

### Skönlitterära skildringar
- Koch, Martin (1913). Timmerdalen : en historia om kultur. Stockholm: Bonnier. Libris 54696. https://runeberg.org/kochvalda/3/
- Molin, Lars (1979). Träkusten. Stockholm: Alba. Libris 7642823. ISBN 91-7458-196-1
- Olsson, Vibeke (2009). Sågverksungen : roman. Örebro: Libris. Libris 11438360. ISBN 978-91-7387-030-6